# Zelandotipula celestissima
Zelandotipula celestissima là một loài ruồi trong họ Tipulidae. Chúng phân bố ở vùng Tân nhiệt đới.